# Iyorchia Ayu
Iyorchia Ayu, född 15 november 1952 i Benue, är en nigeriansk politiker. Han är ordförande för Peoples Democratic Party (PDP) National Working Committee. Ayu valdes till talman för senaten under Nigerias tredje republik (1992–1993). Han tjänstgjorde senare på olika ministerposter i president Olusẹgun Ọbasanjọs regering mellan 1999 och 2007.

## Biografi

### Tidig karriär
Ayu föddes i Gboko i delstaten Benue. Han undervisade i sociologi vid University of Jos i delstaten Plateau, däribland kurser om marxismens konst och vetenskap, och han var ordförande för Jos University-avdelningen av Academic Staff Union of Universities (ASUU).
Efter att ha gått med i politiken var han inflytelserik bland majoriteten av tiv-folket i sin hemstat Benue. Han valdes till senator i tredje republiken på det socialdemokratiska partiets (SDP) plattform och blev senatspresident. I november 1993 åtalade senaten Ayu, som var en stark motståndare till den interimistiska nationella regeringen som etablerades efter att den valda presidenten Moshood Abiola hade förhindrats från att tillträda. Men han blev senare utbildningsminister i general Sani Abachas militärregering.

### I Obasanjos regering
Ayu sades vara politisk gudfader till George Akume, guvernör i delstaten Benue från 1999 till 2007. Ayu hjälpte till i kampanjen 1998–1999 för att välja president Olusegun Obasanjo för plattformen Folkets demokratiska parti. Obasanjo utnämnde honom till industriminister från 1999 till 2000.
Ayu utsågs till inrikesminister i juli 2003. I september 2003 meddelade Ayu att Nigeria förhandlade om säkerhetspakter med sina norra grannar Niger och Tchad, för att slå ner på smuggling, människohandel och gränsöverskridande brottslighet. I juni 2004 invigde han en fängelseövervakningskommitté som skulle säkerställa fångars rätt till acceptabla förhållanden. I augusti 2004 sade Ayu att hans ministerium hade börjat distribuera nationella identitetskort. Det nya kortet skulle tjäna i identifieringssyfte och för validering av andra dokument, såsom pass och körkort. 
Under en regeringsombildning i juni 2005 omplacerades Ayu till att bli miljöminister.

### Senare karriär
Efter att ha hamnat i konflikt med Obasanjo lämnade Ayu PDP och gick med i Action Congress (AC). Han var chef för kampanjen att välja vicepresident Atiku Abubakar till president på plattformen Action Congress i april 2007. I februari 2007 arresterades Ayu och ställdes senare inför rätta av en federal domstol anklagad för terrorism. Han släpptes senare mot borgen. I mars 2007 uttalade han sig mot att den oberoende nationella valkommissionen (INEC) hade misslyckats med att få med Atikus namn på kandidatlistan.